# Festival international du film de Saint-Sébastien 2023
Le festival international du film de Saint-Sébastien 2023, 71e édition du festival (71 edición del Festival de San Sebastian ou 71. Donostiako Zinemaldia) se déroule du 22 au 30 septembre 2023.

## Déroulement et faits marquants
En mai 2023 il est annoncé qu'en plus d'être sur l'affiche officielle du 71e Festival, l'acteur Javier Bardem recevra le Prix Donostia pour l'ensemble de sa carrière. Du fait de la grève à Hollywood, il ne se rendra pas lors de la cérémonie. 
Hayao Miyazaki, vient en ouverture du festival, pour recevoir un prix Donostia.
Les premiers films sélectionnés sont annoncés en juillet 2023,.
Le réalisateur Víctor Erice recevra le Prix Donostia pour l'ensemble de sa carrière.
Le 30 septembre 2023, le palmarès est dévoilé : le film argentin O corno, une histoire de femmes de Jaione Camborda remporte la Coquille d'or, le film suèdois Kalak (sv) de Isabella Eklöf remporte le Prix spécial du jury,.

## Jury

### Sélection officielle
- Claire Denis (présidente du jury): réalisatrice et scénariste  France
- Fan Bingbing: actrice  Chine
- Cristina Gallego: productrice, scénariste et réalisatrice  Colombie
- Brigitte Lacombe: photographe  France
- Robert Lantos: producteur  Canada  Hongrie
- Vicky Luengo: actrice  Espagne
- Christian Petzold: réalisateur  Allemagne

## Sélection

### En compétition
- A Journey in Spring de Tzu-Hui Peng et Ping-Wen Wang  Taïwan
- All Dirt Roads Taste of Salt (en) de Raven Jackson (en)  États-Unis
- El sueño de la sultana de Isabel Herguera  Espagne
- Ex-Husbands de Noah Pritzker (en)  États-Unis
- Fingernails de Chrístos Níkou  États-Unis
- Great Absence de Key Chika-Ura  Japon
- Kalak (sv) de Isabella Eklöf  Suède
- L'Île rouge de Robin Campillo  France
- La práctica (es) de Martín Rejtman  Argentine
- Le Successeur de Xavier Legrand  France
- MMXX de Cristi Puiu  Roumanie
- O corno, une histoire de femmes de Jaione Camborda  Argentine
- El Profesor (Puan) de María Alché et Benjamín Naishtat  Argentine
- The Royal Hotel (en) de Kitty Green  Australie
- Un amor de Isabel Coixet  Espagne
- Un silence de Joachim Lafosse  Belgique

### Hors compétition
- Le Garçon et le Héron de Hayao Miyazaki  Japon (film d'ouverture)
- Dance First de James Marsh  Royaume-Uni (film de clôture)
- La Mesías de Javier Ambrossi et Javier Calvo  Espagne
- They Shot the Piano Player (Dispararon al pianista) de Fernando Trueba et Javier Mariscal  Espagne
- Un métier sérieux de Thomas Lilti  France

### Nouveaux réalisateurs
Les films de cette sélection sont des premiers ou des seconds longs-métrages.
- Carefree Days (Xiao yao you) de Liang Ming  Chine
- Beyond the Fog (Kiri no Fuchi) de Daichi Murase  Japon
- Achilles (Ashil) de Farhad Delaram  Iran
- Bahadur the Brave de Diwa Shah  Inde
- Bauryna salu de Askhat Kuchinchirekov  Kazakhstan
- El otro hijo (es) de Juan Sebastián Quebrada  Colombie
- Hi, mom de Ilia Malakhova  Russie
- La estrella azul de Javier Macipe (es)  Espagne  Uruguay
- Last Shadow at First Light de Nicole Midori Woodford  Singapour
- Les Rayons Gamma de Henry Bernadet  Canada
- Mother, Couch (en) de Niclas Larsson  Suède

### Horizontes latinos
Les films de cette sélection sont produits entièrement ou en partie en Amérique Latine.
- El viento que arrasa (es) de Paula Hernández  Argentine
- Pedágio (pt) de Carolina Markowicz (pt)  Brésil
- Alemania (es) de María Zanetti  Argentine
- Blondi (es) de Dolores Fonzi  Argentine
- Clara se pierde en el bosque (es) de Camila Fabbri (es)  Argentine
- El castillo (es) de Martín Benchimol (es)  Argentine
- El Eco (es) de Tatiana Huezo  Salvador
- Estranho Caminho (pt) de Guto Parente  Brésil
- Heroico de David Zonana  Mexique
- Les Colons (Los colonos) de Felipe Gálvez  Chili
- Los impactados (es) de Lucía Puenzo  Argentine
- Tótem de Lila Avilés  Mexique

### Perles (Perlak)
Les films de cette sélection sont des longs-métrages inédits en salle en Espagne.
- The Zone of Interest de Jonathan Glazer  Royaume-Uni
- Bâtiment 5 de Ladj Ly  France
- Aku wa sonzai shinai de Ryūsuke Hamaguchi  Japon
- Anatomie d'une chute de Justine Triet  France
- Bastarden de Nikolaj Arcel  Danemark
- Dumb Money de Craig Gillespie  Australie
- Moi, capitaine de Matteo Garrone  Italie
- Monster de Hirokazu Kore-eda  Japon
- Les Feuilles mortes de Aki Kaurismäki  Finlande
- La memoria infinita de Maite Alberdi  Chili
- Le Cercle des neiges (La sociedad de la nieve) de Juan Antonio Bayona  Espagne  Uruguay  Chili
- May December de Todd Haynes  États-Unis
- Memory de Michel Franco  Mexique
- Past Lives de Celine Song  États-Unis
- Perfect Days de Wim Wenders  Japon  Allemagne
- Rosalie de Stéphanie Di Giusto  France
- Le Ciel rouge de Christian Petzold  Allemagne
- The New Boy de Warwick Thornton  Australie

## Palmarès

### Sélection officielle
- Coquille d'or : O corno, une histoire de femmes de Jaione Camborda
- Prix spécial du jury : Kalak (sv) de Isabella Eklöf
- Coquille d'argent de la meilleure réalisation : Tzu-Hui Peng et Ping-Wen Wang pour A Journey in Spring
- Coquille d'argent du meilleur premier rôle : Tatsuya Fuji pour son rôle dans Great Absence et Marcelo Subiotto pour son rôle dans El Profesor (Puan)
- Coquille d'argent du meilleur second rôle : Hovik Keuchkerian pour son rôle dans Un amor
- Prix du jury pour la meilleure photographie : Nadim Carlsen pour Kalak de Isabella Eklöf
- Prix du jury pour le meilleur scénario : El Profesor (Puan) de María Alché et Benjamín Naishtat

### Nouveaux réalisateurs
- Prix du meilleur film : Bahadur the Brave de Diwa Shah

### Horizontes latinos
- Prix du meilleur film : El castillo de Martín Benchimol

### Zabaltegi - Tabakalera
- Prix du meilleur film : The Human Surge 3 (El auge del humano 3) de Eduardo Williams
- Mention spéciale : The Trial (El juicio) de Ulises de la Orden

### Prix du public
- Prix du meilleur film : Le Cercle des neiges (La sociedad de la nieve) de Juan Antonio Bayona
- Prix du meilleur film européen : Moi, capitaine (Io capitano) de Matteo Garrone

### Prix spéciaux
- Prix Donostia : Javier Bardem, Hayao Miyazaki et Víctor Erice